# یوهانس استروپ
یوهانس استروپ (انگلیسی: Johannes Østrup; ۲۷ ژوئیهٔ ۱۸۶۷ – ۵ مهٔ ۱۹۳۸) استاد اهل دانمارک بود.